# Eviota flavipinnata
Eviota flavipinnata, tên thông thường là yellowfin dwarfgoby, là một loài cá biển thuộc chi Eviota trong họ Cá bống trắng. Loài này được mô tả lần đầu tiên vào năm 2015.

## Từ nguyên
Từ flavipinnata trong danh pháp của E. flavipinnata được ghép từ 2 âm tiết trong tiếng Latinh: flavus ("màu vàng") và pinna ("vây cá"), ám chỉ vây lưng màu vàng ở loài cá này.

## Phạm vi phân bố và môi trường sống
E. flavipinnata có phạm vi phân bố ở Tây Thái Bình Dương. Loài cá này chỉ được tìm thấy tại một địa điểm duy nhất: xung quanh đảo Yoron thuộc quần đảo Ryukyu (Nhật Bản).

## Mô tả
Chiều dài cơ thể tối đa được ghi nhận ở E. flavipinnata là 1,7 cm. Đầu và thân trong mờ, có màu trắng với các chấm đen li ti phủ khắp cơ thể. Thân có 6 vạch màu cam, mờ dần về phía sau. Vùng dưới đầu và bụng màu trắng. Mõm và hàm có màu cam pha chút vàng. Mống mắt màu đỏ tươi với các vạch đen bao quanh đồng tử. Vây lưng màu vàng, vây hậu môn màu cam sáng, vây đuôi màu vàng cam, vây bụng và vây ngực trắng.
Số gai ở vây lưng: 7; Số tia vây ở vây lưng: 9; Số gai ở vây hậu môn: 1; Số tia vây ở vây hậu môn: 8; Số tia vây ở vây ngực: 16.